# Ouverture (Tailleferre)
 (avril 2024).
Si vous disposez d'ouvrages ou d'articles de référence ou si vous connaissez des sites web de qualité traitant du thème abordé ici, merci de compléter l'article en donnant les références utiles à sa vérifiabilité et en les liant à la section « Notes et références ».
Pour les articles homonymes, voir Ouverture.
Ouverture est une œuvre de Germaine Tailleferre composée en 1931 et créée le 25 décembre 1932.
Il s'agissait au départ du premier morceau d'un opéra-comique intitulé Zoulaïna qu'elle devait composer sur un texte de Georges Hirsch. Le projet fut cependant abandonné.
Lorsque Pierre Monteux commande à Germaine Tailleferre une composition pour le concert de noël 1932 de l'Orchestre symphonique de Paris, elle lui donne l'Ouverture qu'elle avait composée pour un opéra qui ne verra jamais le jour.
Par son rythme trépidant et sa joie de vivre, il plut immédiatement au public.
C'est l'une des œuvres les plus jouées de Germaine Tailleferre. Il n'en existe cependant qu'un seul enregistrement de référence, joué par l'Orchestre de la Société des concerts du Conservatoire dirigé par Georges Tzipine en 1953 (EMI).
Cette ouverture nécessite l'emploi de cuivres, de bois (en particulier flûte traversière et hautbois) et d'un clavecin. Son exécution réclame entre 4 minutes 30 et 5 minutes selon les interprétations.